# Klimatická spravedlnost

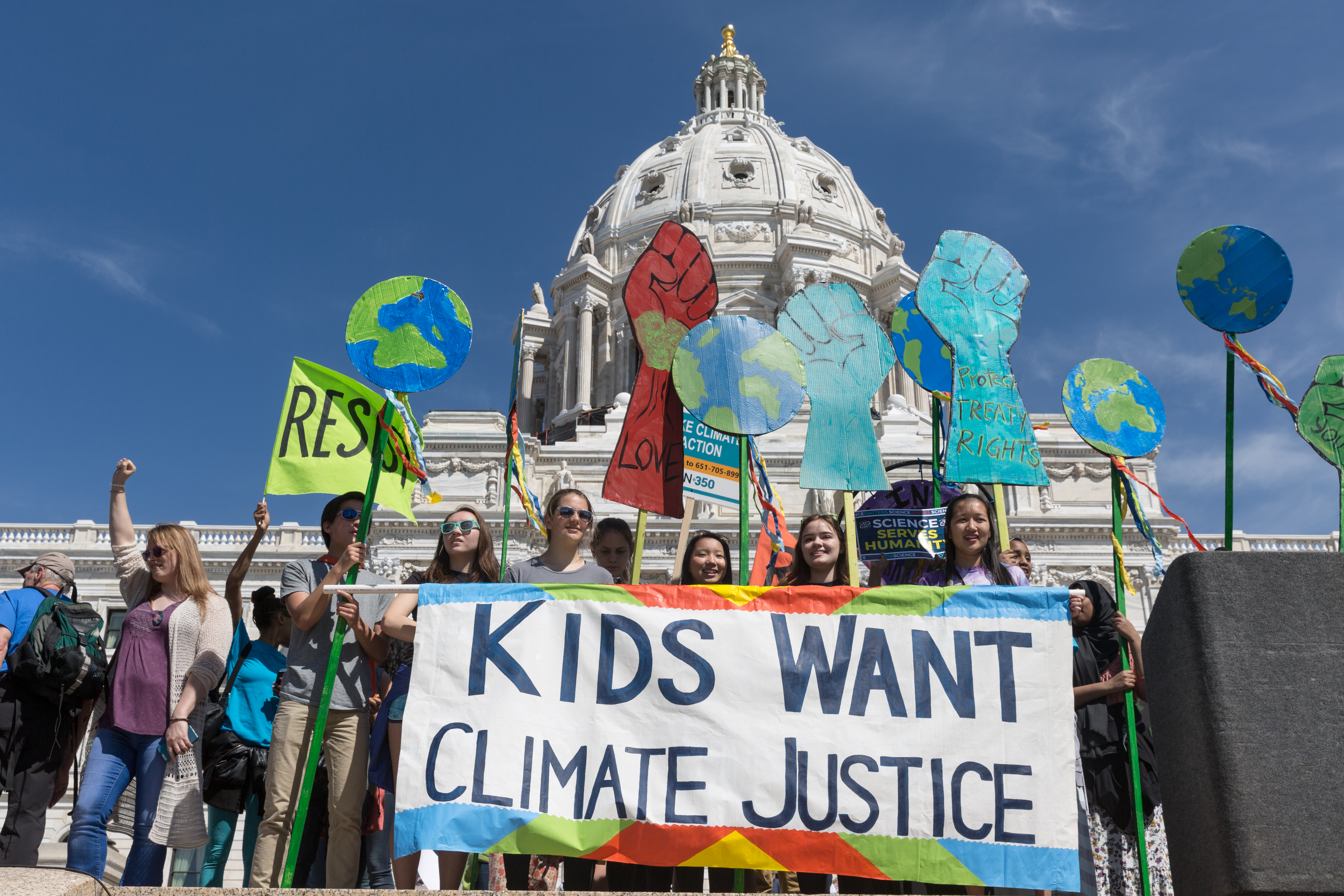
Studenti protestují za klimatickou spravedlnost v Minnesotě, USA, duben 2017.

Klimatická spravedlnost je termín používaný pro vymezení globálního oteplování jako etického a politického problému, tedy pokud globální oteplování přestaneme chápat jen jako čistě environmentální nebo fyzikální problém. K tomu dojde, jestliže účinky změny klimatu spojíme s pojmy jako spravedlnost (zejména spravedlnost ekologická a sociální) a se zkoumáním otázek jako rovnost, lidská práva, kolektivní práva a historická odpovědnost za změnu klimatu. Základním rozporem klimatické spravedlnosti je to, že ti, kteří jsou za změnu klimatu nejméně zodpovědní, trpí vážnými následky.
Pojem klimatická spravedlnost je také používán pro soudní řízení – litigace – v otázkách změny klimatu. V roce 2017 zpráva o programu OSN pro životní prostředí identifikovala 894 soudních řízení, která na světě probíhají.

## Rozdílné důsledky změny klimatu
Schopnost populace zmírňovat důsledky globálního oteplování a schopnost přizpůsobovat se negativním důsledkům změny klimatu jsou ovlivňovány faktory jako je příjem, rasa, společenská třída, pohlaví, kapitál a politické zastoupení. Jelikož u chudých komunit a u komunit s barevným obyvatelstvem jsou prostředky pro přizpůsobení malé, pokud vůbec nějaké, jsou tyto komunity obzvláště citlivé na změnu klimatu. Lidé žijící v chudobě nebo v nejistých podmínkách nemají obvykle ani finanční zdroje, ani pojištění nezbytné k tomu, aby se zotavili z ekologických katastrof. Navíc tito obyvatelé často dostanou pouze malý díl z finanční pomoci, která je určena na odstraňování následků katastrof a na obnovu.

## Historie termínu Klimatická spravedlnost
V roce 2000, současně se šestou konferencí smluvních stran Rámcové úmluvy OSN o změně klimatu (COP 6), se v Haagu uskutečnil první Summit o klimatické spravedlnosti. Tento Summit měl za cíl „potvrdit, že změna klimatu je také právní otázkou“ a „budovat spojenectví napříč státy přes hranice“ proti změně klimatu a ve prospěch udržitelného rozvoje.
Následně se v srpnu až září 2002 setkaly mezinárodní organizace v oblasti životního prostředí v Johannesburgu na Summitu Země. Na tomto summitu, známém také jako Rio+10, který se konal deset let po Summitu Země v roce 1992, byly přijaty Zásady pro klimatickou spravedlnost z Bali.
V roce 2004 byla na mezinárodním setkání v Durbanu v Jižní Africe založena Durbanská skupina pro klimatickou spravedlnost. Zástupci nevládních organizací a národních hnutí zde diskutovali o realistických politikách pro řešení klimatických změn.
Na konferenci v Bali v roce 2007 byla založena globální koalice Climate Justice Now! a v roce 2008 se na klimatickou spravedlnost na svém zahajovacím zasedání v Ženevě zaměřilo Globální humanitární fórum.
V roce 2009 byla v průběhu příprav Konference OSN o změně klimatu 2009 v Kodani vytvořena síť Climate Justice Action. Tato síť navrhovala během Summitu akce občanské neposlušnosti a přímé akce a mnozí aktivisté vystupovali s heslem „změnu systému, ne změnu klimatu“.
V dubnu 2010 se konala Světová konference lidu o změně klimatu v provincii Tiquipaya v Bolívii. Konferenci hostila bolivijská vláda jako celosvětové setkání občanské společnosti a vlád. Konference vydala „Dohodu lidí“, která mimo jiné vyzvala k větší klimatické spravedlnosti.
V prosinci 2018 byly předány účastníkům konference COP 24 tzv. Požadavky lidu na klimatickou spravedlnost. Toto prohlášení, které podepsalo 292 000 jedinců a 366 organizací, požadovaly jednání v souhlasu s 6 požadavky klimatické spravedlnosti.

## Rozpory
Rozpory mezi různými skupinami bojujícími za klimatickou spravedlnost jsou často v tom, jak dalece je za změnu klimatu zodpovědný kapitalismus. Tato otázka vede často k zásadním rozporům mezi liberálními a konzervativními ochranářskými organizacemi na straně jedné a levicovými a radikálními organizacemi na straně druhé. Zatímco první skupina považuje za východisko řešení krize tržně orientovanou reformu, levicové skupiny považují kapitalismus s jeho vykořisťovatelskými rysy za ústřední problém.